# Still my heart cries for you
Still my heart cries for you was de zevende single van de symfonische rockgroep Kayak.
Het liefdeslied geschreven door Pim Koopman is een atypische single. Het lied bevat tempo- en stemmingswisselingen en is daardoor eigenlijk ongeschikt als single. Dat bleek ook, want het haalde geen notering in tip/ of hitparade. De B-kant werd gevormd door Raid your own house, ook al geen song dat als single kan dienen. Het nieuwe platenlabel van Kayak had hier een probleem. Het album ¨The Last Encore bevat geen enkele song die kan dienen tot promotiemateriaal, daarvoor is de muziek van dat album te specialistisch symfonisch.